# 丸広百貨店東松山店
丸広百貨店東松山店（まるひろひゃっかてんひがしまつやまてん）は、埼玉県東松山市材木町にある丸広百貨店の店舗の1つ。2024年（令和6年）8月18日をもって営業を終了した。

## 概要
1954年（昭和29年）7月に開店した。1970年（昭和45年）に東武東上線東松山駅東口から徒歩5分の東松山市中心市街地に地下1階地上5階建てで移転した。店舗面積9,890平方メートル。東武東上線東松山駅から当店に至る「ぼたん通り」と「まるひろ通り」の商店街は、同市のメインストリートとなった。
しかし、売上高の減少、競合の激化、建物の設備の老朽化などがあり、2024年8月18日をもって営業を終了することになった。跡地は売却が決定している。閉店後、同年8月23日にビバモール東松山2階に贈答品を中心に扱う「まるひろminiビバモール東松山店」が開店した。
なお、丸広百貨店東松山店の閉店に伴い、2025年（令和7年）5月に旧「まるひろ通り」は「陣屋通り」に改称し、商店会も「東松山陣屋通り商店会」となった。

## フロア
- 屋上：なし
- 5階：レストラン・本屋
- 4階：家庭用品
- 3階：紳士服
- 2階：婦人服
- 1階：婦人雑貨・化粧品
- 地下：食品

## アクセス
- 鉄道
  - 東上線「東松山駅」東口より徒歩5分。
- 自動車
  - 関越自動車道「東松山インターチェンジ」から約3km
  - 自動車の場合は、東側の道路から駐車場に入ることが出来る（無料）。